# انکیرش
انکیرش (به آلمانی: Enkirch) یک شهر در آلمان است که در برنکاستل-ویتلیش واقع شده‌است. انکیرش ۱٬۶۵۴ نفر جمعیت دارد.

## خواهرخوانده
شهر اونا خواهرخواندهٔ انکیرش هست.